# Acigné
Acigné é uma comuna francesa na região administrativa da Bretanha, no departamento Ille-et-Vilaine. Estende-se por uma área de 29,47 km². Em 2010 a comuna tinha 6 977 habitantes (densidade: 236,7 hab./km²).

## História
Durante o século IV a área foi evangelizada por Martinho de Tours ou por seus discípulos.
Em 1010, o Barão de Vitré, Rivallon, cedeu o território de Acigné para o seu filho Renaud. Esta dinastia durou até o século 16, quando a linha de sucessão acabou com o casamento de Judith d'Acigné com Cossé-Brissac.
Em 1234, o castelo foi destruído pelo Duque da Bretanha, Pierre Mauclerc, afim de punir Alain d'Acigné por ter se aliado ao rei da França (Luís IX).
Durante a Revolução Francesa, o centro da comuna foi parcialmente destruído por uma tropa da Guarda Nacional em 1792. Durante essa revolução as pessoas simpatizavam com um padre anti-revolucionário.

## População
A industrialização trouxe um êxodo acentuado durante os séculos XIX e XX. No entanto, durante a década de 1970, esta tendência inverteu-se e a população voltou a aumentar.
| 1962         | 1968  | 1975  | 1982  | 1990  | 1999  | 2009  |
| ------------ | ----- | ----- | ----- | ----- | ----- | ----- |
| 1.557        | 1.776 | 2.319 | 3.554 | 4.361 | 5.246 | 6.161 |
| Fonte: INSEE |       |       |       |       |       |       |

## Fonte da tradução
- Este artigo foi inicialmente traduzido, total ou parcialmente, do artigo da Wikipédia em inglês cujo título é «Acigné».